# The Angel Next Door Spoils Me Rotten
The Angel Next Door Spoils Me Rotten (яп. お隣の天使様にいつの間にか駄目人間にされていた件 Отонари но Тэнси-сама ни ицу но ма ни ка дамэ нингэн ни сарэтэйта кэн, букв. «Дело об ангеле по соседству, неожиданно превратившем меня в избалованного человека») — ранобэ, написанное Саэкисаном и проиллюстрированное Ханэкото. Публикуется на сайте Shosetsuka ni Naro с декабря 2018 года. Издательство SB Creative к марту 2025 года выпустило под своим импринтом GA Bunko одиннадцать томов ранобэ. Адаптация ранобэ в формате манги с иллюстрациями Вана Сибаты публикуется в сервисе цифровой манги Manga Up! издательства Square Enix с января 2022 года и по состоянию на март 2025 года издана в пяти томах-танкобонах. Студией Project No.9 ранобэ адаптировано в формат аниме-сериала, трансляция которого проходила с января по март 2023 года. В октябре 2023 года был анонсирован второй сезон, премьера которого запланирована на апрель 2026 года.

## Сюжет
По соседству с квартирой старшеклассника Аманэ Фудзимии живёт самая красивая девушка его школы Махиру Сиина. Они почти никогда не общались, так как учатся в параллельных классах, — до того самого дня, когда он увидел Махиру сидящей на качелях в дождливую погоду и одолжил ей свой зонтик. Чтобы отплатить за услугу, Махиру предложила Аманэ помощь по дому, и постепенно они начали сближаться.

## Персонажи
Аманэ Фудзимия (яп. 藤宮 周 Фудзимия Аманэ)
Сэйю: Тайто Бан
Махиру Сиина (яп. 椎名 真昼 Сиина Махиру)
Сэйю: Манака Ивами
Ицуки Акасава (яп. 赤澤 樹 Акасава Ицуки)
Сэйю: Таку Ясиро
Титосэ Сиракава (яп. 白河 千歳 Сиракава Титосэ)
Сэйю: Харука Сираиси

## Медиа

### Ранобэ
Саэкисан начал публикацию глав романа 20 декабря 2018 года на сайте писателей-любителей Shosetsuka ni Naro. Позднее японское издательство SB Creative приобрело права на публикацию романа в печатном формате. Всего к марту 2025 года под импринтом издательства GA Bunko было выпущено одиннадцать томов ранобэ. Иллюстратором первого тома стал Хадзано Кадзутакэ, второго и последующих — Ханэкото.
В июле 2020 года американское издательство Yen Press объявило о приобретении прав на публикацию ранобэ на английском языке.

#### Список томов
| №    | Дата публикации     | ISBN                                                                               |
| ---- | ------------------- | ---------------------------------------------------------------------------------- |
| 01   | 15 июня 2019 г.     | ISBN 978-4-8156-0248-2                                                             |
| 02   | 14 апреля 2020 г.   | ISBN 978-4-8156-0327-4                                                             |
| 03   | 11 сентября 2020 г. | ISBN 978-4-8156-0741-8                                                             |
| 04   | 12 марта 2021 г.    | ISBN 978-4-8156-0827-9 ISBN 978-4-8156-0826-2 (СИ)                                 |
| 05   | 14 июля 2021 г.     | ISBN 978-4-8156-1169-9                                                             |
| 05,5 | 14 января 2022 г.   | ISBN 978-4-8156-1199-6 ISBN 978-4-8156-1291-7 (СИ)                                 |
| 06   | 16 мая 2022 г.      | ISBN 978-4-8156-1200-9 ISBN 978-4-8156-1344-0 (СИ)                                 |
| 07   | 14 сентября 2022 г. | ISBN 978-4-8156-1201-6 ISBN 978-4-8156-1530-7 (СИ)                                 |
| 08   | 16 января 2023 г.   | ISBN 978-4-8156-1596-3 ISBN 978-4-8156-1595-6 (СИ 1) ISBN 978-4-8156-1858-2 (СИ 2) |
| 08,5 | 15 сентября 2023 г. | ISBN 978-4-8156-2176-6 ISBN 978-4-8156-2175-9 (СИ)                                 |
| 09   | 15 марта 2024 г.    | ISBN 978-4-8156-2399-9 ISBN 978-4-8156-2398-2 (СИ 1) ISBN 978-4-8156-2475-0 (СИ 2) |
| 10   | 14 сентября 2024 г. | ISBN 978-4-8156-2664-8 ISBN 978-4-8156-2701-0 (СИ)                                 |
| 11   | 15 марта 2025 г.    | ISBN 978-4-8156-2805-5 ISBN 978-4-8156-2909-0 (СИ 1) ISBN 978-4-8156-2910-6 (СИ 2) |
| 11,5 | 13 сентября 2025 г. | ISBN 978-4-8156-3599-2 ISBN 978-4-8156-3598-5 (СИ)                                 |

### Манга
Об адаптации ранобэ в формат манги было объявлено 18 ноября 2019 года посредством личного блога Саэкисана на Shosetsuka ni Naro. Манга, проиллюстрированная Ваном Сибатой и скомпонованная Судзу Юки, публикуется в сервисе цифровой манги Manga Up! издательства Square Enix с 6 января 2022 года. По данным на март 2025 года главы манги были скомпонованы в пять томов-танкобонов.
В апреле 2023 года американское издательство Comikey лицензировало мангу для публикации в цифровом формате. В печатном формате тома манги будут выпускаться американским издательством Square Enix Manga & Books.
7 декабря 2023 года в сервисе Manga Up! началась публикация спин-оффа манги под названием The Angel Next Door Spoils Me Rotten: After the Rain (яп. お隣の天使様にいつの間にか駄目人間にされていた件 after the rain, «Дело об ангеле по соседству, неожиданно превратившем меня в избалованного человека: После дождя»). Спин-офф проиллюстрирован художником с псевдонимом Пуё и является адаптацией первого сборника рассказов (том 5,5).

#### Список томов
Основная серия
| №  | Дата публикации   | ISBN                                               |
| -- | ----------------- | -------------------------------------------------- |
| 01 | 7 июля 2022 г.    | ISBN 978-4-7575-8016-9                             |
| 02 | 7 декабря 2022 г. | ISBN 978-4-7575-8296-5                             |
| 03 | 7 декабря 2023 г. | ISBN 978-4-7575-8948-3                             |
| 04 | 6 августа 2024 г. | ISBN 978-4-7575-9342-8                             |
| 05 | 7 марта 2025 г.   | ISBN 978-4-7575-9644-3 ISBN 978-4-7575-9645-0 (СИ) |

After the Rain
| №  | Дата публикации   | ISBN                   |
| -- | ----------------- | ---------------------- |
| 01 | 6 августа 2024 г. | ISBN 978-4-7575-9343-5 |
| 02 | 7 апреля 2025 г.  | ISBN 978-4-7575-9781-5 |

### Аниме
Об адаптации ранобэ в формат аниме-сериала было объявлено 4 января 2022 года. Производством аниме-сериала занялась студия Project No.9, в качестве режиссёра выступила Лихуа Ван, контроль работы над сериалом осуществлял Кэнъити Имаидзуми, сценаристом стал Кэйитиро Оти, дизайнером персонажей — Такаюки Ногути, а композитором — Моэ Хюга. Аниме-сериал транслировался с 7 января по 25 марта 2023 года на Tokyo MX и других телеканалах. Открывающая музыкальная тема аниме-сериала — «Gift» (яп. ギフト Гифуто, «Подарок»), исполненная певцом Масаёси Оиси; закрывающая (в большинстве серий) — кавер Манаки Ивами на песню «Chiisana Koi no Uta» (яп. 小さな恋のうた Ти:сана кой но ута, «Маленькая песня о любви») коллектива Mongol800.
За пределами Азии аниме-сериал лицензирован сервисом Crunchyroll. На русском языке аниме-сериал лицензирован под названием «Ангел по соседству меня балует».
8 октября 2023 года состоялся анонс второго сезона аниме-сериала, премьера которого запланирована на апрель 2026 года. Его режиссёром выступит Тихиро Кумано; вся основная команда, работавшая над первым сезоном, осталась прежней.

#### Список серий
| №  | Название | Режиссёр         | Премьера в Японии  |
| -- | --- | ---------------- | ------------------ |
| 01 | Встреча с ангелом «Тэнси-сама то но дэай» (天使様との出会い)                                                                                            | Кандзи Вакабаяси | 7 января 2023 г.   |
| 02 | Ужин с ангелом «Тэнси-сама то ю:сёку» (天使様と夕食) | Томио Ямаути     | 14 января 2023 г.  |
| 03 | Как порадовать ангела «Тэнси-сама э но гохо:би» (天使様へのご褒美)                                                                                      | Митита Сираиси   | 21 января 2023 г.  |
| 04 | Рождественский ангел «Курисумасу но Тэнси-сама» (クリスマスの天使様)                                                                                    | Хироюки Окуно    | 28 января 2023 г.  |
| 05 | Поход в храм с ангелом «Тэнси-сама то хацумо:дэ» (天使様と初詣)                                                                                         | Томио Ямаути     | 4 февраля 2023 г.  |
| 06 | Подарок от ангела «Тэнси-сама то окуримоно» (天使様の贈り物)                                                                                            | Митита Сираиси   | 11 февраля 2023 г. |
| 07 | Обещание ангелу «Тэнси-сама то но якусоку» (天使様との約束)                                                                                             | Акира Като       | 18 февраля 2023 г. |
| 08 | Ангел в новой четверти «Син гакки но Тэнси-сама» (新学期の天使様)                                                                                       | Томио Ямаути     | 25 февраля 2023 г. |
| 09 | Прогулка с ангелом «Тэнси-сама то одэкакэ» (天使様とお出かけ)                                                                                           | Хироюки Окуно    | 4 марта 2023 г.    |
| 10 | Ангел во сне «Юмэ но нака но Тэнси-сама» (夢の中の天使様)                                                                                               | Хиромити Матано  | 11 марта 2023 г.   |
| 11 | Ангел по соседству меня балует «Отонари но Тэнси-сама ни ицу но ма ни ка дамэ нингэн ни сарэтэйта кэн» (お隣の天使様にいつの間にか駄目人間にされていた) | Ясубэ Акасака    | 18 марта 2023 г.   |
| 12 | Прощай, моя трусость «Окубё: датта дзибун ни саё:нара о» (臆病だった自分にさようならを)                                                                 | Мусаси Накано    | 25 марта 2023 г.   |

## Приём

### Продажи и критика
По данным на апрель 2020 года было продано 100 тысяч копий ранобэ. По данным Oricon, пятый том за первую неделю после выпуска был продан тиражом 19 791 копия, что поставило его на первое место в чарте еженедельных продаж ранобэ Oricon. К началу января 2022 года общий тираж ранобэ составил более 500 тысяч проданных копий. По данным Oricon, общий тираж всех томов The Angel Next Door Spoils Me Rotten за первое полугодие 2023 года составил 389 315 проданных копий.
Ребекка Сильверман с сайта Anime News Network в путеводителе по ранобэ осени 2020 года отметила романтику и стереотипных персонажей и отозвалась о первом томе как о «мало чем выделяющимся». Демельза с сайта Anime UK News назвала первый том «неспешной, но увлекательной романтической комедией» и отнесла к достоинствам ранобэ главных героев, иллюстрации и повседневность, поставив в итоге семь баллов из десяти.

### Kono Light Novel ga Sugoi!
Ранобэ несколько раз включалось в рейтинги ежегодного справочника Kono Light Novel ga Sugoi! издательства Takarajimasha.
| Год  | Позиция    | Категория                                | Прим.         |
| ---- | ---------- | ---------------------------------------- | ------------- |
| 2020 | 10-е место | Лучшее ранобэ в формате бункобона        | [ 57 ]        |
| 2020 | 8-е место  | Лучший женский персонаж (Махиру Сиина)   | [ 58 ]        |
| 2021 | 10-е место | Лучшее ранобэ в формате бункобона        | [ 59 ] [ 60 ] |
| 2021 | 2-е место  | Лучший женский персонаж (Махиру Сиина)   | [ 60 ] [ 61 ] |
| 2021 | 10-е место | Лучший иллюстратор (Ханэкото)            | [ 60 ] [ 61 ] |
| 2022 | 6-е место  | Лучшее ранобэ в формате бункобона        | [ 62 ] [ 63 ] |
| 2022 | 1-е место  | Лучший женский персонаж (Махиру Сиина)   | [ 63 ]        |
| 2022 | 5-е место  | Лучший мужской персонаж (Аманэ Фудзимия) | [ 63 ]        |
| 2022 | 4-е место  | Лучший иллюстратор (Ханэкото)            | [ 63 ]        |
| 2023 | 4-е место  | Лучшее ранобэ в формате бункобона        | [ 64 ]        |
| 2023 | 1-е место  | Лучший женский персонаж (Махиру Сиина)   | [ 65 ]        |
| 2023 | 3-е место  | Лучший мужской персонаж (Аманэ Фудзимия) | [ 65 ]        |
| 2023 | 3-е место  | Лучший иллюстратор (Ханэкото)            | [ 65 ]        |
| 2024 | 1-е место  | Лучшее ранобэ в формате бункобона        | [ 66 ]        |
| 2024 | 1-е место  | Лучший женский персонаж (Махиру Сиина)   | [ 66 ]        |
| 2024 | 1-е место  | Лучший мужской персонаж (Аманэ Фудзимия) | [ 66 ]        |
| 2024 | 1-е место  | Лучший иллюстратор (Ханэкото)            | [ 66 ]        |
| 2024 | 1-е место  | Результаты интернет-опроса               | [ 66 ]        |
| 2025 | 5-е место  | Лучшее ранобэ в формате бункобона        | [ 67 ] [ 68 ] |
| 2025 | 1-е место  | Лучший женский персонаж (Махиру Сиина)   | [ 67 ] [ 68 ] |
| 2025 | 3-е место  | Лучший мужской персонаж (Аманэ Фудзимия) | [ 67 ] [ 68 ] |
| 2025 | 2-е место  | Лучший иллюстратор (Ханэкото)            | [ 67 ] [ 68 ] |